# Mimudea brevialis
Mimudea brevialis là một loài bướm đêm trong họ Crambidae.